# 花敷温泉
花敷温泉（はなしきおんせん）は、群馬県吾妻郡中之条町（旧国上野国）にある温泉。尻焼温泉、応徳温泉、京塚温泉と共に六合温泉郷を形成する。草津の上がり湯とも称される。

## 泉質
- 弱アルカリ性低調性高温泉[2]。ナトリウム-炭酸水素塩・硫酸塩泉[8]
  - 源泉温度58℃[9]
  - 昭和に入り源泉が水害により埋まったため、掘削をしている[8]。現源泉名元の湯[4]。

## 温泉街
白砂川と長笹沢川が合流する地点に存在する一軒宿。かつては四軒宿が存在していた。
日帰り入浴施設などはない。日帰り入浴も行っていない。

## 歴史
開湯伝説によれば、1192年(建久2年)、三原野の狩(浅間狩り)をしていた源頼朝が発見し「山桜夕陽、に映える花敷きて、谷間に煙る湯に入る山」と詠んだため温泉を花敷、地名を入山と付けたとされる。また「発見時に湯船が桜の花で覆われていた事から花敷の名前がついた」とも「崖に咲く花がその影を湯の底に落としあたかも花を敷いたようだったから」ともいわれる。1590年（天正18年）の草津湯本氏所領高帳(湯元文書)に「高弐百五拾文　花敷の平右衛門　石七升　銭五百八十五文」と花敷の名がみえる。1722年（享保7年）の『吾妻郡略記（上原家蔵）』に「熱湯也湯ヌルシ　女人惣テ身冷エタルに吉、（中略）深山ナルユヘ山桜五月半開ク　頼朝三原野狩ノ時詠シタフト云歌アリ　故ニ花布ト名ク」と記されている。
宝暦年中、及び天保10年(1840年)の入山古地図には「花敷」の名前が記され、当時は入山住民の共有湯であり、小倉の山口喜助が住民より湯を借り上げ安宿を営んでおり、1850年(嘉永三年)には山本伝作、山本長一郎が同じく住民より湯を借り上げ旅館を経営。明治になって入山の山口通公が旅館を新築したが、1884年(明治17年)の水害で流失、1897年(明治30年)ごろ再建された。
文人の来湯も多く、1879年(明治12年)に大槻文彦が応徳温泉と共に訪れており、1922年（大正11年）には若山牧水は草津温泉の帰途一泊し「ひと夜寝て わが立ち出づる山かげの いで湯の村に 雪降りにけり」と句を読んでいる。

## アクセス
- 鉄道：吾妻線長野原草津口駅よりバスで約35分[17]
- 自家用車 :
  - 上信越自動車道碓氷軽井沢IC下車約1時間
  - 関越自動車道渋川伊香保IC下車約1時間30分[5]